# アパトゥ (フランス領ギアナ)

フランス領ギアナにおけるアパトゥの位置。

アパトゥ（Apatou、[apatu]）は、南アメリカに位置するフランスの海外県であるフランス領ギアナのコミューン。アパトゥには、マルーンと総称される、アルク、パラマカン、ンデュカ、サラマカなどの部族が居住している。

## 歴史
アパトゥの町は、1882年にムテンデ (Moutendé) という名で創設された。その後、この町はアルクの族長であったアパトゥにちなんで改名した。アパトゥは、19世紀後半に、探検家ジュール・クレヴォーのガイドを務めた。1885年9月7日、ジュール・ブルネッティ (Jules Brunetti) は、当地にカトリックの宣教所を設けた。1891年、アパトゥは境界線問題を抱えていたフランスとオランダ領ギアナ（スリナム）の仲介をし、アルクたちをフランスと同盟させた。彼はまた、フランス側についたすべての部族を統率した。
1969年まで、アパトゥはイニニの領域の一部であったが、マルーンの各部族は明確な境界線設定はないまま部族的な自治と自給自足が容認されていた。コミューンの新設によって、統治機構の整備やフランチャイズ化がおこなわれた。最も重要だったのは、これによって、より大きな集落への人口の集中が起こり、小さな集落がほとんど放棄されるに等しい状況が生じたことであった。
1976年11月12日、アパトゥのコミューンが正式に創設されて、グラン＝サンティ=パパイシュトン (Grand-Santi-Papaichton) のコミューンから切り離され、残された部分はグラン＝サンティと改称された。

## 交通

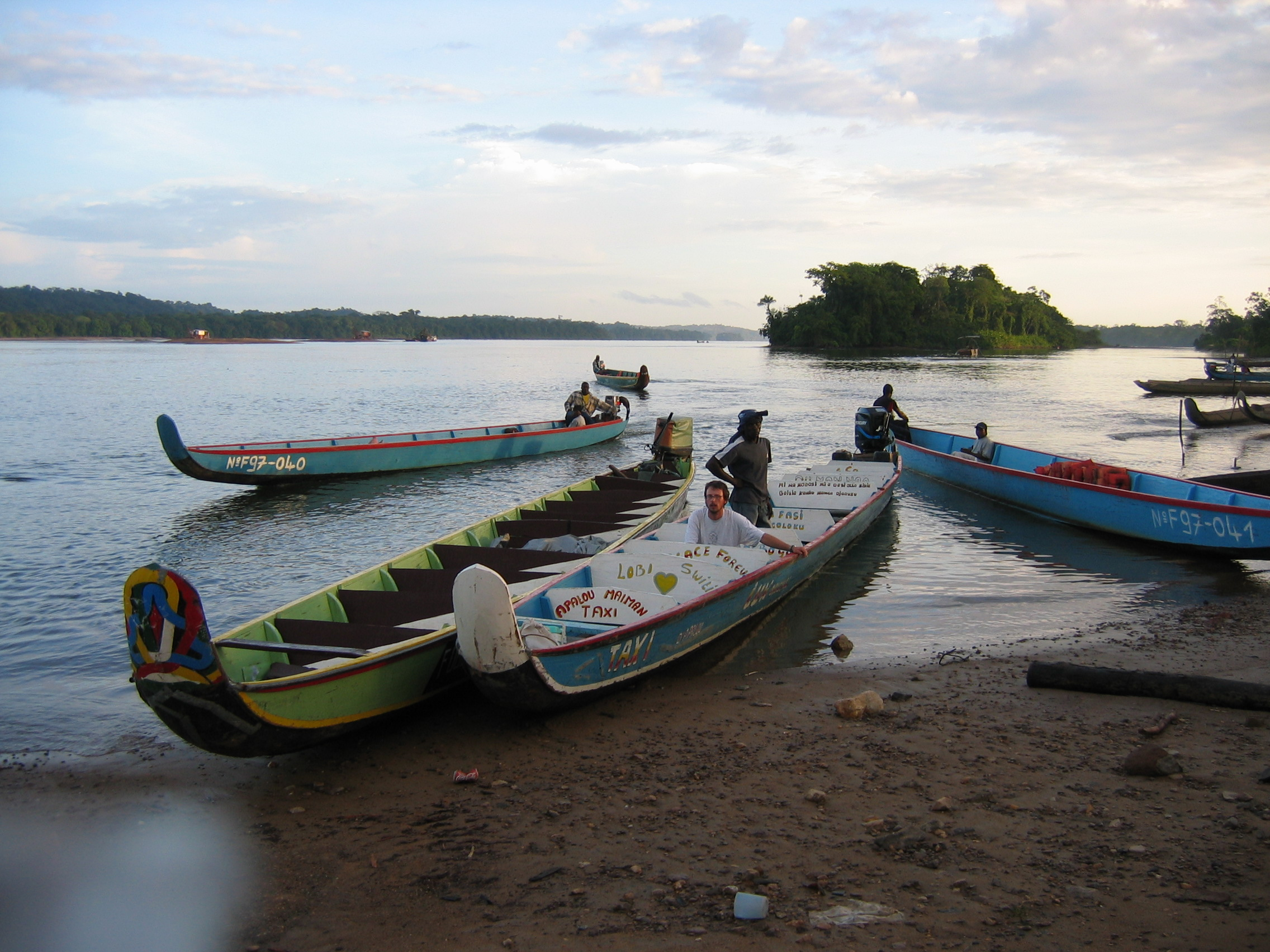
アパトゥのタクシー・カヌー。

このコミューン内の各集落には、マロニ川沿いに船で辿り着かなければならない。2010年に、アパトゥとサン＝ローラン＝デュ＝マロニを結ぶ国道が開通し、フランス領ギアナの道路網に繋がることになった。開通の際には、自転車ロードレースのツール・ド・ギアナが開催された。この国道は、マリパスラまで延伸される予定である。パパイシュトンの工区における工事は、2021年から開始される予定となっていた。

## スポーツ
アパトゥは、サッカーチームであるASCアグアドのホームであり、このチームはスタド・ド・ムテンデを本拠地としている。